# Karl Kaulbach
Karl (Carl) Kaulbach (* 5. März 1808 in Arolsen, Fürstentum Waldeck; † 3. März 1884 in Würzburg, Königreich Bayern) war ein deutscher Bildhauer, Maler und Zeichenlehrer. Er war der Bruder des bekannten Münchner Historienmalers und Akademiedirektors Wilhelm von Kaulbach.

## Leben
Karl Kaulbach war eines von vier Kindern des Philipp Karl Friedrich Kaulbach (1775–1846) und dessen Frau Therese, geb. Engelbracht. Der Vater war als Goldschmied und Stempelschneider ausgebildet worden und hatte sich den Kupferstich sowie die Ölmalerei beigebracht. Er wechselte häufig den Wohnsitz und fühlte sich zeitlebens als verkannter Künstler. 1816 hatte es die Familie nach Mülheim an der Ruhr verschlagen, wo Philipp Karl Friedrich zunächst eine Anstellung als Graveur in der Textilfabrik von Johann Caspar Troost fand. Nach seiner Entlassung schlug er sich mit künstlerischen Gelegenheitsarbeiten und privatem Zeichenunterricht durch, was jedoch nicht sehr ertragreich war, so dass Karl Kaulbachs Kindheit von Armut geprägt war.
Zusammen mit seinem Bruder Wilhelm, der später ein gefeierter Maler wurde, besuchte er nach ersten künstlerischen Unterweisungen durch den Vater ab 1822 unter Peter Cornelius die Kunstakademie Düsseldorf und studierte Malerei. Als sein Bruder 1826 wegen einer Handgreiflichkeit gegen den Maler Jakob Lehnen die Düsseldorfer Akademie verlassen musste, ging er mit ihm nach München. Dort fand er eine Anstellung im Bildhaueratelier von Ludwig Schwanthaler. Als Urheber von „schönen Reliefs mit zarten Gestalten“ fiel er bald dem Kunsthistoriker Georg Kaspar Nagler auf. Nach einer Zeichnung seines Bruders schuf er ein „Heideröslein“. Seinem Bruder half er auch als Illustrator bei dessen Cotta’schen Goetheausgabe. So fertigte er die Motive „Die Aufgeregten“, „Pater Brey“ und „Der Bürgergeneral“.
Später ließ sich Karl Kaulbach in Würzburg nieder. Dort wurde er 1844 Lehrer an der Schule des polytechnischen Zentralvereins und an der Kreisgewerbeschule. Er unterrichtete Freihandzeichnen und Bossieren. 1858 heiratete er in der Kirche von Kloster Himmelspforten die Kaufmannswitwe Katharina Berling. 1876 trat er in den Ruhestand.
In der Würzburger Zeit schuf er Bildnisbüsten, etwa des Reichsgrafen Franz Erwein von Schönborn-Wiesentheid sowie der Bischöfe Julius Echter von Mespelbrunn und Georg Anton von Stahl. Kaulbach malte auch in Öl. Zugeschrieben wird ihm ferner die Urheberschaft des Romans Uriel der Teufel, der 1851 im Verlag Rieger in Stuttgart erschien.